# Lista de partidos políticos da França
Esta é uma lista dos partidos políticos na França. A França é uma república de sistema multipartidário, sendo assim é inevitável que os partidos políticos em atividade busquem equilíbrio e relações entre si, ora formando coligações políticas. Os partidos políticos franceses dominantes também são caracterizados por um grau notável de faccionalismo intrapartidário, tornando cada um deles efetivamente uma coligação em si.
Desde a década de 1980 até recentemente, os governos têm sido encabeçado alternadamente pela centro-esquerda (liderado pelo Partido Socialista e com parceiros menores como os Verdes e o Partido Radical de Esquerda) e pela centro-direita (liderado pelo partido Os Republicanos - e anteriormente seus antecessores, a União por um Movimento Popular, Reagrupamento para a República -, e a União dos Democratas e Independentes).
Foi assim até a eleição presidencial de 2017, quando Emmanuel Macron, do partido de centro-direita Renascimento, derrotou Marine Le Pen da Frente Nacional, de direita populista, no segundo turno. Esta foi a primeira vez em que um terceiro partido ganhou a presidência, bem como a primeira vez que nenhuma das coligações principais apareceu no segundo turno de uma eleição presidencial. Em seguida, houve uma vitória significativa do Renascimento nas eleições legislativas de 2017, conquistando a maioria de 350 assentos. Ambas as coligações tradicionais sofreram grandes derrotas.
O Reagrupamento Nacional (anteriormente conhecido como Frente Nacional antes da mudança de nome em 2018) também teve sucessos significativos em outras eleições. Desde 2014, o partido se estabeleceu como o terceiro partido de tamanho considerável, terminando em primeiro lugar nas eleições europeias de 2014 e 2019, bem como nas eleições locais de 2015, embora o partido não tenha conseguido ganhar governo em nenhuma região devido ao aliança de última hora entre as coligações de centro-esquerda e centro-direita em Altos da França e Provença-Alpes-Costa Azul. Muitos observadores políticos agora descrevem um novo "tripartismo" no cenário político francês.

## Partidos políticos
| Partido | Partido                                                                   | Partido | Partido | Líder                           | Ideologia | Espectro                         | Parlamento francês  | Parlamento francês | Regiões     | Regiões      | Departamentos | Departamentos | Comunas     | Comunas          | Parlamento Europeu |
| Partido | Partido                                                                   | Partido | Partido | Líder                           | Ideologia | Espectro                         | Assembleia Nacional | Senado             | Presidentes | Conselheiros | Presidentes   | Conselheiros  | Presidentes | Conselheiros     | Parlamento Europeu |
| ------- | ------------------------------------------------------------------------- | ------- | ------- | ------------------------------- | --- | -------------------------------- | ------------------- | ------------------ | ----------- | ------------ | ------------- | ------------- | ----------- | ---------------- | ------------------ |
|         | Renascimento Renaissance                                                  | RE      |         | Stanislas Guerini               | Terceira via, Liberalismo económico, Liberalismo social, Progressismo, Europeísmo                                      | Centro a direita                 | 303 / 577           | 23 / 348           | 0 / 18      | 22 / 1 757   | 0 / 101       | 32 / 4 108    | 3 / 35 357  | 7 014 / 526 341  | 10 / 74            |
|         | Os Republicanos Les Républicains                                          | LR      |         | Christian Jacob                 | Gaullismo, Conservadorismo, Conservadorismo liberal, Democracia cristã, Centrismo                                      | Centro-direita a Direita         | 99 / 577            | 129 / 348          | 5 / 18      | 478 / 1 757  | 43 / 101      | 1 080 / 4 108 | 35 / 35 357 | 11 151 / 526 341 | 7 / 74             |
|         | Movimento Democrático Mouvement démocrate                                 | MoDem   |         | François Bayrou                 | Liberalismo social, Democracia cristã, Federalismo europeu                                                             | Centro a Centro-direita          | 38 / 577            | 5 / 348            | 0 / 18      | 51 / 1 757   | 1 / 101       | 43 / 4 108    | 56 / 35 357 | 997 / 526 341    | 5 / 74             |
|         | Partido Socialista Parti socialiste                                       | PS      |         | Olivier Faure                   | Social-ecologia, Social-liberalismo, Social-democracia, Progressismo                                                   | Esquerda a Centro-esquerda       | 25 / 577            | 73 / 348           | 5 / 18      | 0 / 1 757    | 27 / 101      | 0 / 4 108     | 20 / 35 357 | 11 814 / 526 341 | 2 / 74             |
|         | União dos Democratas e Independentes Union des démocrates et indépendants | UDI     |         | Jean-Christophe Lagarde         | Liberalismo social, Ecologismo, Federalismo europeu                                                                    | Centro a Direita                 | 21 / 577            | 28 / 348           | 0 / 18      | 199 / 1 757  | 5 / 101       | 422 / 4 108   | 1 / 35 357  | 5 373 / 526 341  | 5 / 74             |
|         | Movimento Radical Mouvement radical                                       | MR      |         | Laurent Hénart                  | Radicalismo, Laicismo, Republicanismo, Federalismo europeu                                                             | Centro-esquerda a Centro-direita | 19 / 577            | 17 / 348           | 0 / 18      | 97 / 1 757   | 0 / 101       | 62 / 4 108    | 70 / 35 357 | 80 / 526 341     | 1 / 74             |
|         | França Insubmissa La France insoumise                                     | FI      |         | Jean-Luc Mélenchon              | Socialismo, Ecossocialismo, Populismo de esquerda, Anticapitalismo, Eurocepticismo                                     | Esquerda a esquerda radical      | 17 / 577            | 1 / 348            | 0 / 18      | 9 / 1 757    | 0 / 101       | 21 / 4 108    | 2 / 35 357  | 8 581 / 526 341  | 6 / 74             |
|         | Partido Comunista Francês Parti Communiste Français                       | PCF     |         | Fabien Roussel                  | Comunismo, Marxismo, Socialismo, Euroceticismo                                                                         | Esquerda a esquerda-radical      | 12 / 577            | 12 / 348           | 0 / 18      | 29 / 1 757   | 1 / 101       | 121 / 4 108   | 5 / 35 357  | 1 588 / 526 341  | 0 / 74             |
|         | Agir Agir, la droite constructive                                         | Agir    |         | Franck Riester                  | Humanismo Liberalismo social, Democracia cristã, Europeísmo                                                            | Centro-direita a Direita         | 9 / 577             | 4 / 348            | 0 / 18      | 0 / 1 757    | 0 / 101       | 0 / 4 108     | 0 / 35 357  | 0 / 526 341      | 1 / 74             |
|         | Partido de Esquerda Parti de Gauche                                       | PG      |         | Éric Coquerel Danielle Simonnet | Ecossocialismo, Socialismo democrático Populismo de esquerda, Euroceticismo                                            | Esquerda a esquerda-radical      | 8 / 577             | 2 / 348            | 0 / 18      | 6 / 1 757    | 0 / 101       | 2 / 4 108     | 0 / 35 357  | 160 / 526 341    | 2 / 74             |
|         | Reagrupamento Nacional Rassemblement National                             | RN      |         | Marine Le Pen                   | Nacionalismo francês, Euroceticismo, Conservadorismo social                                                            | Extrema-direita                  | 6 / 577             | 1 / 348            | 0 / 18      | 306 / 1 757  | 0 / 101       | 58 / 4 108    | 29 / 35 357 | 1 533 / 526 341  | 22 / 74            |
|         | Partido Ecologista Parti écologiste                                       | PÉ      |         | François de Rugy                | Ecologia política, Liberalismo verde, Europeísmo                                                                       | Centro-esquerda                  | 3 / 577             | 1 / 348            | 0 / 18      | 2 / 1 757    | 0 / 101       | 0 / 4 108     | 1 / 35 357  | 0 / 526 341      | 0 / 74             |
|         | Partido Radical de Esquerda Parti radical de gauche                       | PRG     |         | Guillaume Lacroix               | Social liberalismo, Radicalismo, Republicanismo, Europeísmo                                                            | Centro-esquerda                  | 2 / 577             | 2 / 348            | 0 / 18      | 27 / 1 757   | 0 / 101       | 59 / 4 108    | 0 / 35 357  | 0 / 526 341      | 0 / 74             |
|         | Levantar a França Debout la France                                        | DLF     |         | Nicolas Dupont-Aignan           | Conservadorismo, Nacionalismo francês, Populismo de direita, Gaullismo, Euroceticismo, Soberanismo                     | E Extrema-direita                | 1 / 577             | 2 / 348            | 0 / 18      | 0 / 1 757    | 0 / 101       | 5 / 4 108     | 60 / 35 357 | 0 / 526 341      | 0 / 74             |
|         | Os Patriotas Les Patriotes                                                | LP      |         | Florian Philippot               | Nacionalismo francês, Euroceticismo, Gaullismo, Nacional-republicanismo, Desenvolvimento sustentável, Bem-estar animal | Extrema-direita                  | 1 / 577             | 0 / 348            | 0 / 18      | 24 / 1 757   | 0 / 101       | 2 / 4 108     | 0 / 35 357  | 12 / 526 341     | 0 / 74             |
|         | Europa Ecologia - Os Verdes Europe Écologie Les Verts                     | EÉLV    |         | David Cormand                   | Ecologia política, Europeísmo                                                                                          | Esquerda a Centro-esquerda       | 0 / 577             | 3 / 348            | 0 / 18      | 65 / 1 757   | 0 / 101       | 32 / 4 108    | 49 / 35 357 | 333 / 526 341    | 9 / 74             |
|         | Novo Partido Anticapitalista Noveau Parti anticapitaliste                 | NPA     |         | Fabien Roussel                  | Neocomunismo, Altermundialismo, Anticapitalismo, Feminismo, Ecossocialismo, Euroceticismo                              | Extrema-esquerda                 | 0 / 577             | 0 / 348            | 0 / 18      | 2 / 1 757    | 0 / 101       | 0 / 4 108     | 0 / 35 357  | 0 / 526 341      | 0 / 74             |
|         | União Popular Republicana Union Populaire Républicaine                    | UPR     |         | François Asselineau             | Soberainismo, Euroceticismo, Antiamericanismo, Conservadorismo, Gaullismo                                              | Extrema-Direita                  | 0 / 577             | 0 / 348            | 0 / 18      | 0 / 1 757    | 0 / 101       | 0 / 4 108     | 4 / 35 357  | 0 / 526 341      | 0 / 74             |
|         | Luta Operária Lutte Ouvrière                                              | LO      |         | Nathalie Arthaud                | Trotskismo, Internacionalismo, Anticapitalismo, Feminismo, Euroceticismo                                               | Extrema-esquerda                 | 0 / 577             | 0 / 348            | 0 / 18      | 0 / 1 757    | 0 / 101       | 0 / 4 108     | 0 / 35 357  | 79 / 526 341     | 0 / 74             |
|         | Aliança Ecologista Independente Alliance écologiste indépendante          | AEI     |         | Jean-Marc Governatori           | Ecologia política, Direitos dos animais, Localismo                                                                     | Centro                           | 0 / 577             | 0 / 348            | 0 / 18      | 0 / 1 757    | 0 / 101       | 0 / 4 108     | 0 / 35 357  | 0 / 526 341      | 2 / 74             |